# K Alexander
K Alexander (Ottawa, 9 de octubre de 1992) es una persona que se dedica a la actuación, escritura y creación de series web, y personalidad de YouTube canadiense, a quien se conoce como LaFontaine en la popular serie web LGBT Carmilla (2014-2016).

## Primeros años de vida
Alexander creció en Ottawa, Ontario. De joven, una clase de actuación obligatoria le ayudó a mejorar su timidez y confianza.
Alexander asistió Universidad de Toronto Mississauga y a la Universidad de Sheridan, donde estudió Teatro y Dramatización.

## Carrera
Alexander abrió un canal de YouTube el 15 de junio de 2011. Los videos de Alexander comenzaron a ganar fuerza en 2014, cuando ganó fama por interpretar a LaFontaine en la serie web Carmilla. En 2016, Alexander interpretó a Max en cinco episodios de Full Out. Ese mismo año protagonizó el video musical Melete de Laurence Made Me Cry.
Además de trabajar en la actuación, Alexander también se dedica a la música y escritura. Ha escrito y producido la serie web Couple-ish, en la que además actúa como protagonista y cantante de números musicales. Hace de Dee Warson, un artista de género no binario y pansexual. La serie se financió a través de una exitosa campaña de Kickstarter, que recaudó más de 29.000 $CAD. En 2016, la serie fue nominada a un premio Streamy en la categoría Mejor Indie, pero finalmente perdió ante Brooklyn Sound.
En noviembre de 2016 lanzó otra exitosa campaña en Indiegogo para financiar una segunda temporada, con una meta fija de 45.000 $USD. La segunda temporada se estrenó el 29 de abril de 2017.

### Otros trabajos
El 26 de enero de 2019, Alexander debutó digitalmente un EP titulado Time Tells, producido por Erik Solarski (también conocido como Soles).
Alexander también fue coanfitrione del podcast posterior al programa Orphan Black.

## Vida personal
Alexander vive en Toronto, Ontario y es una persona queer y de género no binario. El pronombre de Alexander es elle. Alexander agradece a su personaje no binario LaFontaine, de Carmilla, haberle ayudado a descubrir y aceptar su propia identidad.

## Filmografía
| Año       | Título                               | Rol                 | Notas                                  |
| --------- | ------------------------------------ | ------------------- | -------------------------------------- |
| 2014      | Motives & Murders: Cracking the Case | Michelle            | Serie de TV, 1 episodio                |
| 2014–2016 | Carmilla                             | S. LaFontaine       | Serie Digital de KindaTV, Protagonista |
| 2016      | Full Out                             | Max                 | Miniserie de TV, 5 episodios           |
| 2015–2017 | Couple-ish                           | Deanne 'Dee' Warson | Serie web, 44 episodios                |
| 2017      | The Carmilla Movie                   | S. LaFontaine       |                                        |
| 2019      | The Bold Type                        | Cammy Hartman       | Serie de TV, 1 episodio                |
| 2020      | Slo Pitch                            |                     | Serie web                              |